# Familjedaghem
Familjedaghem är en form av barnomsorg och förskoleverksamhet där omsorgen ges av en dagbarnvårdare, eller med vardagligare termer dagmamma, dagpappa eller dagförälder. Vårdaren tar emot barnen i sitt hem under den tid då föräldrarna förvärvsarbetar eller genomgår utbildning.

## Sverige
Den 1 juli 2009 ersattes begreppet familjedaghem med pedagogisk omsorg i skollagen. Pedagogisk omsorg omfattar även andra alternativ till förskola och fritidshem som drivs i utomstående lokaler, som bolag eller av flera familjer som turas om.
Åren 2016–2020 minskade antalet familjedaghem i Sverige, inte minst i Stockholms län.